# 25 (album Adele)
25 – trzeci album studyjny brytyjskiej piosenkarki Adele. Wydawnictwo ukazało się 20 listopada 2015 roku nakładem wytwórni muzycznej XL Recordings.
Tytuł albumu, podobnie jak dwa poprzednie 19 oraz 21, nawiązuje do wieku artystki w trakcie jego powstawania. Był promowany czterema singlami „Hello”, „When We Were Young”, „Send My Love (To Your New Lover)” oraz „Water Under the Bridge”; pierwszy z wymienionych zajął szczyt listy w ponad 28 krajach, w tym m.in. w Wielkiej Brytanii i Stanach Zjednoczonych. Krążek był najlepiej sprzedającym się albumem w 2015 na świecie, w USA i Wielkiej Brytanii oraz drugą najlepiej sprzedającą się płytą dekady. Artystka otrzymała za pracę nad albumem pięć statuetek Grammy (w tym za album roku).

## Wydanie i charakterystyka

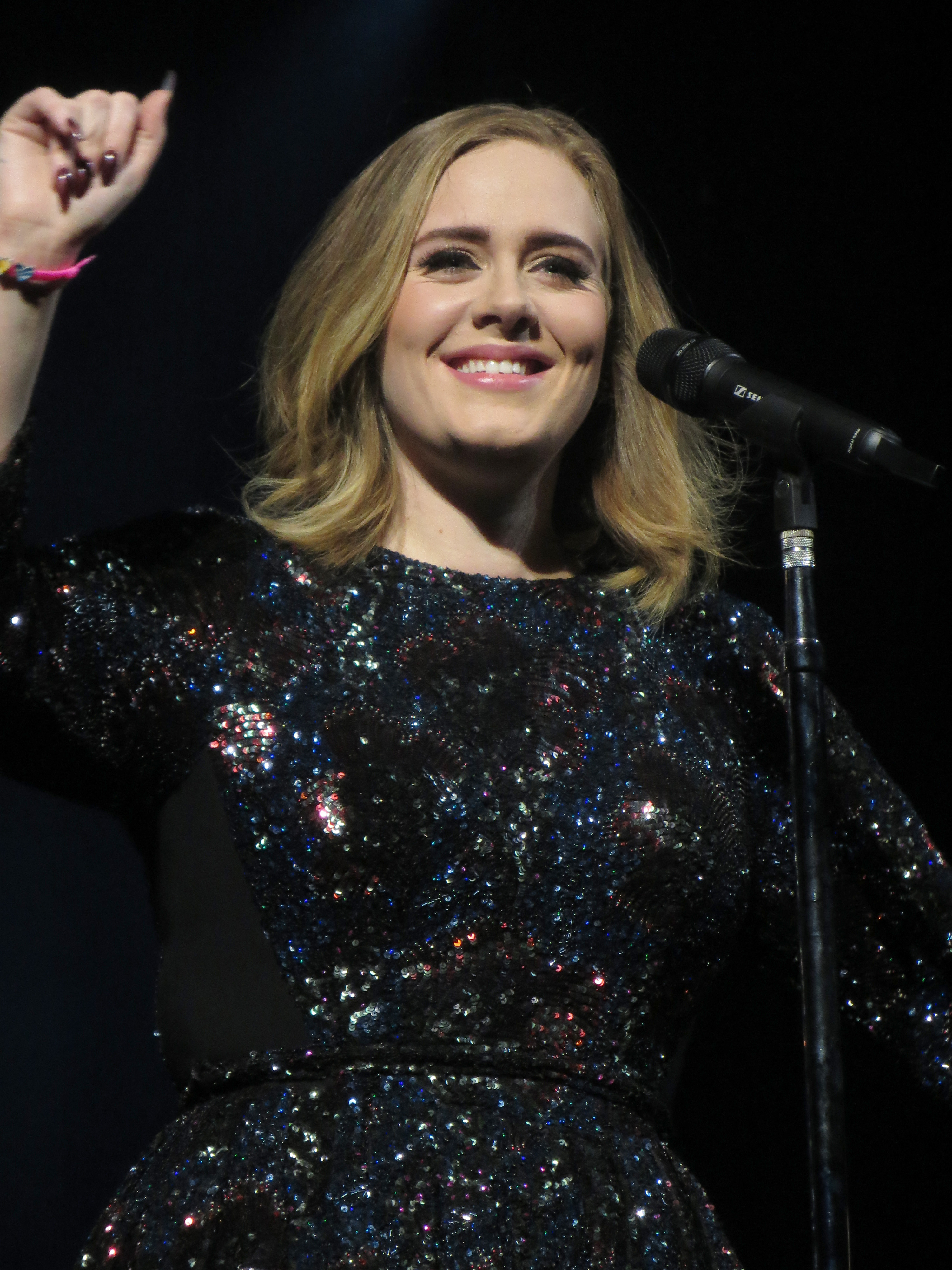
Adele w trakcie trasy koncertowej Adele Live 2016

W lutym 2013 rozpoczęły się wstępne prace nad trzecim albumem studyjnym Adele. Na początku 2015 rozpoczęto spekulacje o możliwym wydaniu albumu, magazyny Billboard oraz The Sydney Morning Herald umieściły teoretyczną premierę jako najbardziej oczekiwany muzyczny moment roku. 21 października 2015 Adele poinformowała o stworzeniu nowego krążka oraz o jego tytule. Dzień później podano datę premiery oraz okładkę albumu. 23 października opublikowano pierwszy singiel promocyjny „Hello”, który zadebiutował na pierwszym miejscu listy Billboard Hot 100. Premiera krążka odbyła się 20 listopada 2015, dodatkowo tego samego dnia opublikowany został specjalny koncert Adele at the BBC, który został nagrany 2 listopada 2015. Płyta została udostępniona na platformach strumieniowych w czerwcu 2016.
Bruce Handy, pisząc recenzję dla Vanity Fair, uznał muzykę za tradycyjny R&B i nowoczesną muzykę pop, z utworami, które są głównie balladami. Ian Drew z amerykańskiego magazynu Us Weekly stwierdził, że album „został zbudowany na fortepianowych balladach, rytmach R&B, minimalistycznych aranżacjach, gospel, bluesie i gitarach akustycznych”. Leonie Cooper z NME podsumowała produkcję albumu jako zmieniającą się z „nastrojowego balladowania na zadymione rytmy jazzowych barów”. Adele opisała swój album w następujący sposób:

Moja poprzednia płyta dotyczyła rozpadu, gdybym zaś miała nazwać ten album, byłaby to płyta o pogodzeniu się. Pogodzeniu się z samą sobą. Pogodzeniem się ze stratą czasu. Pogodzeniem się ze wszystkim, co zrobiłam i czego nie zrobiłam.

## Odbiór

### Sukces komercyjny
W Wielkiej Brytanii album zadebiutował na pierwszym miejscu UK Albums Chart, sprzedając się w liczbie 803,000 tys. kopii, stajac się najszybciej sprzedającym się albumem w historii kraju. Krążek pozostał na szczycie listy przez trzynaście tygodni. W Stanach Zjednoczonych 25 spędził dziesięć tygodni na pierwszym miejscu listy Billboard 200, a w podsumowaniach końcoworocznych album został uznany za najlepiej sprzedający się w 2015 oraz 2016 w USA. Dodatkowo ze sprzedażą 17 mln kopii został uznany za najlepiej sprzedający się album na świecie w 2016. W końcoworocznych podsumowaniach sprzedaży albumów w Polsce trzeci krążek Adele zajął pierwsze miejsce.

### Reakcje krytyków
| Autor                | Lista                                      | Pozycja      | Przypis |
| -------------------- | ------------------------------------------ | ------------ | ------- |
| Billboard            | 25 najlepszych albumów 2015 roku           | Uwzględnione | [ 42 ]  |
| Billboard            | 100 najlepszych albumów dekady (2010–2019) | 78. miejsce  | [ 43 ]  |
| Complex              | 50 najlepszych albumów 2015 roku           | 4. miejsce   | [ 44 ]  |
| Digital Spy          | 25 najlepszych albumów 2015 roku           | 1. miejsce   | [ 45 ]  |
| Entertainment Weekly | 40 najlepszych albumów 2015 roku           | 3. miejsce   | [ 46 ]  |
| Newsday              | 25 najlepszych albumów 2015 roku           | 2. miejsce   | [ 47 ]  |
| Rolling Stone        | 50 najlepszych albumów 2015 roku           | 2. miejsce   | [ 48 ]  |

### Nagrody i nominacje
| Rok  | Nagroda                  | Kategoria                      | Rezultat  | Przypisy |
| ---- | ------------------------ | ------------------------------ | --------- | -------- |
| 2016 | American Music Awards    | Ulubiony album pop/rock        | Nominacja | [ 49 ]   |
| 2016 | BBC Music Awards         | Album roku                     | Wygrana   | [ 50 ]   |
| 2016 | Billboard Music Awards   | Top Billboard 200 Album        | Wygrana   | [ 51 ]   |
| 2016 | Brit Awards              | Brytyjski album roku           | Wygrana   | [ 52 ]   |
| 2016 | iHeartRadio Music Awards | Album roku                     | Nominacja | [ 53 ]   |
| 2016 | Juno Awards              | Międzynarodowy album roku      | Wygrana   | [ 54 ]   |
| 2017 | iHeartRadio Music Awards | Najlepszy album pop            | Wygrana   | [ 55 ]   |
| 2017 | Grammy Awards            | Album roku                     | Wygrana   | [ 56 ]   |
| 2017 | Grammy Awards            | Najlepszy popowy album wokalny | Wygrana   | [ 56 ]   |

## Lista utworów
| 25 – Edycja standardowa | 25 – Edycja standardowa            | 25 – Edycja standardowa                                        | 25 – Edycja standardowa | 25 – Edycja standardowa |
| Nr                      | Tytuł utworu                       | Autorzy                                                        | Produkcja               | Długość                 |
| ----------------------- | ---------------------------------- | -------------------------------------------------------------- | ----------------------- | ----------------------- |
| 1.                      | „Hello”                            | Adele Adkins, Greg Kurstin                                     | Kurstin                 | 4:55                    |
| 2.                      | „Send My Love (To Your New Lover)” | Adkins, Max Martin, Shellback                                  | Martin, Shellback       | 3:43                    |
| 3.                      | „I Miss You”                       | Adkins, Paul Epworth                                           | Epworth                 | 5:49                    |
| 4.                      | „When We Were Young”               | Adkins, Tobias Jesso Jr.                                       | Ariel Rechtshaid        | 4:51                    |
| 5.                      | „Remedy”                           | Adkins, Ryan Tedder                                            | Tedder                  | 4:05                    |
| 6.                      | „Water Under the Bridge”           | Adkins, Kurstin                                                | Kurstin                 | 4:00                    |
| 7.                      | „River Lea”                        | Adkins, Brian Burton                                           | Danger Mouse            | 3:45                    |
| 8.                      | „Love in the Dark”                 | Adkins, Samuel Dixon                                           | Dixon                   | 4:46                    |
| 9.                      | „Million Years Ago”                | Adkins, Kurstin                                                | Kurstin                 | 3:47                    |
| 10.                     | „All I Ask”                        | Adkins, Bruno Mars, Philip Lawrence, Christopher „Brody” Brown | The Smeezingtons        | 4:32                    |
| 11.                     | „Sweetest Devotion”                | Adkins, Epworth                                                | Epworth                 | 4:12                    |
|                         |                                    |                                                                |                         | 48:25                   |

| 25 – Target deluxe edition | 25 – Target deluxe edition         | 25 – Target deluxe edition                                     | 25 – Target deluxe edition | 25 – Target deluxe edition |
| Nr                         | Tytuł utworu                       | Autorzy                                                        | Produkcja                  | Długość                    |
| -------------------------- | ---------------------------------- | -------------------------------------------------------------- | -------------------------- | -------------------------- |
| 1.                         | „Hello”                            | Adele Adkins, Greg Kurstin                                     | Kurstin                    | 4:55                       |
| 2.                         | „Send My Love (To Your New Lover)” | Adkins, Max Martin, Shellback                                  | Martin, Shellback          | 3:43                       |
| 3.                         | „I Miss You”                       | Adkins, Paul Epworth                                           | Epworth                    | 5:49                       |
| 4.                         | „When We Were Young”               | Adkins, Tobias Jesso Jr.                                       | Ariel Rechtshaid           | 4:51                       |
| 5.                         | „Remedy”                           | Adkins, Ryan Tedder                                            | Tedder                     | 4:05                       |
| 6.                         | „Water Under the Bridge”           | Adkins, Kurstin                                                | Kurstin                    | 4:00                       |
| 7.                         | „River Lea”                        | Adkins, Brian Burton                                           | Danger Mouse               | 3:45                       |
| 8.                         | „Love in the Dark”                 | Adkins, Samuel Dixon                                           | Dixon                      | 4:46                       |
| 9.                         | „Million Years Ago”                | Adkins, Kurstin                                                | Kurstin                    | 3:47                       |
| 10.                        | „All I Ask”                        | Adkins, Bruno Mars, Philip Lawrence, Christopher „Brody” Brown | The Smeezingtons           | 4:32                       |
| 11.                        | „Sweetest Devotion”                | Adkins, Epworth                                                | Epworth                    | 4:12                       |
| 12.                        | „Can’t Let Go”                     | Adkins, Linda Perry                                            | Perry                      | 3:18                       |
| 13.                        | „Lay Me Down”                      | Adkins, Jesso                                                  | Mark Ronson, Lil Silva     | 4:30                       |
| 14.                        | „Why Do You Love Me”               | Adkins, Rick Nowels                                            | Rechtshaid                 | 3:59                       |
|                            |                                    |                                                                |                            | 1:00:12                    |

## Pozycje na listach i certyfikaty
| Lista (2015)                        | Najwyższa pozycja |
| ----------------------------------- | ----------------- |
| Australia (ARIA)                    | 1                 |
| Austria (Ö3 Austria)                | 1                 |
| Belgia (Ultratop Flandria)          | 1                 |
| Belgia (Ultratop Walonia)           | 1                 |
| Brazylia (ABPD)                     | 1                 |
| Chorwacja (Toplista)                | 1                 |
| Czechy (ČNS IFPI)                   | 1                 |
| Dania (Tracklisten)                 | 1                 |
| Finlandia (Suomen virallinen lista) | 1                 |
| Francja (SNEP)                      | 1                 |
| Grecja (IFPI)                       | 2                 |
| Hiszpania (PROMUSICAE)              | 1                 |
| Holandia (MegaCharts)               | 1                 |
| Irlandia (IRMA)                     | 1                 |
| Japonia (Oricon)                    | 7                 |
| Kanada (Canadian Hot 100)           | 1                 |
| Niemcy (Media Control Charts)       | 1                 |
| Norwegia (VG-Lista)                 | 1                 |
| Nowa Zelandia (Recorded Music NZ)   | 1                 |
| Polska (OLiS)                       | 1                 |
| Portugalia (AFP)                    | 1                 |
| Stany Zjednoczone (Billboard 200)   | 1                 |
| Szkocja (OCC)                       | 1                 |
| Szwajcaria (Schweizer Hitparade)    | 1                 |
| Szwecja (Sverigetopplistan)         | 1                 |
| Węgry (MAHASZ)                      | 1                 |
| Wielka Brytania (OCC)               | 1                 |
| Włochy (FIMI)                       | 1                 |

| Notowanie (2015)                | Najwyższa pozycja |
| ------------------------------- | ----------------- |
| Australia (ARIA)                | 1                 |
| Austria (Ö3 Austria)            | 3                 |
| Belgia (Ultratop Flandria)      | 2                 |
| Belgia (Ultratop Walonia)       | 4                 |
| Chorwacja (HDU)                 | 2                 |
| Dania (Hitlisten)               | 4                 |
| Francja (SNEP)                  | 1                 |
| Holandia (MegaCharts)           | 1                 |
| Niemcy (Official German Charts) | 2                 |
| Nowa Zelandia (RMNZ)            | 1                 |
| Polska (ZPAV)                   | 1                 |
| Wielka Brytania (OCC)           | 1                 |
| Włochy (FIMI)                   | 4                 |

| Kraj                          | Certyfikat                 | Sprzedaż    |
| ----------------------------- | -------------------------- | ----------- |
| Australia (ARIA)              | 10x platynowa płyta        | 700 000+    |
| Austria (IFPI Austria)        | 3x platynowa płyta         | 45 000+     |
| Belgia (BEA)                  | 8x platynowa płyta         | 240 000+    |
| Brazylia (Pro-Música Brasil)  | diamentowa płyta           | 160 000+    |
| Dania (IFPI Danmark)          | 5x platynowa płyta         | 100 000+    |
| Finlandia (Musiikkituottajat) | 2x platynowa płyta         | 47 400+     |
| Francja (SNEP)                |                            | 1 000 000+  |
| Hiszpania (Promusicae)        | 3x platynowa płyta         | 120 000+    |
| Holandia (NVPI)               |                            | 320 000+    |
| Kanada (MC)                   | diamentowa płyta           | 1 093 000+  |
| Meksyk (AMPROFON)             | 3x platynowa + złota płyta | 210 000+    |
| Niemcy (BVMI)                 | 6x platynowa płyta         | 1 200 000+  |
| Norwegia (IFPI Norge)         | 4x platynowa płyta         | 80 000+     |
| Nowa Zelandia (RMNZ)          | 15x platynowa płyta        | 225 000+    |
| Polska (ZPAV)                 | diamentowa płyta           | 100 000+    |
| Portugalia (AFP)              | platynowa płyta            | 15 000+     |
| Stany Zjednoczone (RIAA)      | 11x platynowa płyta        | 11 000 000+ |
| Szwajcaria (IFPI Schweiz)     | 6x platynowa płyta         | 120 000+    |
| Szwecja (GLF)                 | 2x platynowa płyta         | 60 000+     |
| Węgry (MAHASZ)                | 5x platynowa płyta         | 10 000+     |
| Wielka Brytania (BPI)         | 13x platynowa płyta        | 3 900 000+  |
| Włochy (FIMI)                 | 5x platynowa płyta         | 250 000+    |

## Historia wydania
| Region            | Data              | Format                      | Wytwórnia       | Edycja   | Źródło  |
| ----------------- | ----------------- | --------------------------- | --------------- | -------- | ------- |
| Świat             | 20 listopada 2015 | CD, digital download, winyl | XL, Columbia    | Standard | [ 139 ] |
| Stany Zjednoczone | 20 listopada 2015 | CD                          | XL, Columbia    | Deluxe   | [ 140 ] |
| Japonia           | 20 listopada 2015 | CD                          | Universal Music | Deluxe   | [ 141 ] |
| Korea Południowa  | 2 grudnia 2015    | CD, digital download        | Kang&Music      | Standard | [ 142 ] |